# Famille Cadier
Pour les articles homonymes, voir Cadier.
La famille Cadier ou famille de Cadier est une famille notable du Bourbonnais, attestée au moins depuis le XIVe siècle, anoblie au XVe siècle en la personne de Guillaume de Cadier, président de la chambre des comptes du Bourbonnais,.
Ils étaient seigneurs de La Brosse-Cadier, près de Moulins, puis de Veauce.
Charles de Cadier, baron de Veauce (1820-1884), député puis sénateur de l'Allier, appartient à cette famille.